# Chrysoprasis nymphula
Chrysoprasis nymphula är en skalbaggsart som beskrevs av Bates 1870. Chrysoprasis nymphula ingår i släktet Chrysoprasis och familjen långhorningar.
Artens utbredningsområde är Uruguay. Inga underarter finns listade i Catalogue of Life.